# Gregório Genúnio
Gregório Genúnio (em armênio: Գրիգոր; romaniz.: Grigor) foi um nobre armênio (nacarar) do século IX da família Genúnio. 

## Contexto
Desde 841, o governo central do Califado Abássida enfrentou dificuldades para manter um controle efetivo sobre o Emirado da Armênia. Os príncipes armênios foram capazes de usar a preocupação do califado com a rebelião curramita de Pabeco para alcançar um significativo grau de autonomia. Durante o reinado de Aluatique (r. 842–847), a Armênia permaneceu fora do controle abássida efetivo, mas a ascensão do energético Mutavaquil em 847 trouxe ao trono um governante determinado a reimpor a autoridade califal. Em 849, o califa nomeou um novo governador, Abuçaíde Maomé Almarvazi. Quando Abuçaíde marchou para entrar no país com seu exército, foi encontrado na fronteira por emissários de Pancrácio II com presentes e tributo, num movimento calculado para evitar que os coletores de impostos árabes entrassem no país. Isso foi um ato de revolta aberta por Pancrácio, e Abuçaíde preferiu retirar-se. No ano seguinte, Abuçaíde enviou dois senhores árabes locais, Alá ibne Amade Alasdi e Muça ibne Zurara, o último senhor de Arzena e marido da irmã de Pancrácio, para subjugar as províncias sulistas de Taraunitis e Vaspuracânia no pretexto de aumentar os impostos. Isso resultou num conflito aberto entre os árabes e Pancrácio e o governante Arzerúnio de Vaspuracânia, Asócio I.

## Vida
Gregório era filho de Hazir. Em 851, apoiou o exército de Pancrácio II na batalha travada próximo da capital de Taraunitis, Muxe, contra Muça ibne Zurara. Após sua derrota, ibne Zurara foi perseguido até Balalexa, onde pararam devido as súplicas da mulher dele. Os armênios então começaram a massacrar os colonos árabes em Arzanena, instigando a intervenção do califa.